# Mimocastnia
Mimocastnia is een geslacht van vlinders van de familie prachtvlinders (Riodinidae), uit de onderfamilie Riodininae.

## Soorten
- M. egeria Biedermann, 1936
- M. rothschildi (Seitz, 1913)